# عدد ترسیم‌پذیر
در جبر و هندسه، عددی حقیقی r عدد ترسیم‌پذیر (انگلیسی: Constructible number) است اگر و تنها اگر بتوان با داشتن پاره‌خط واحد، با خط‌کش و پرگار بتوان در تعداد مراحل متناهی پاره‌خطی به طول |r| رسم کرد. تمام اعداد حقیقی ترسیم‌پذیر نیستند و برای توصیف آنهایی که ترسیم‌پذیر هستند باید از روش‌های جبری استفاده کرد.
یک نقطه در فضای دوبعدی ترسیم‌پذیر است اگر نقطهٔ پایانی پاره‌خط واحد باشد، یا نقطهٔ تقاطع دو خط که با نقاط ترسیم‌پذیر تعریف شده‌اند، یا تقاطع خط و دایره‌ای که مرکزش نقطه‌ای تقسیم‌پذیر باشد و از یک نقطهٔ تقسیم‌پذیر بگذرد، یا تقاطع دو تا از این دایره‌ها.
به‌عبارت جبری، یک عدد ترسیم‌پذیر است اگر و تنها اگر بتوان آن را با اعمال مراحل متناهی چهار عمل اصلی و ریشه دوم (فقط ریشهٔ دوم و نه ریشه‌های بالاتر) بر اعداد ترسیم‌پذیر دیگر ساخت، و ۰ و ۱ بنابر تعریف تفسیر پذیرند.